# Belmont Heights
Belmont Heights es un área no incorporada ubicada en el condado de Los Ángeles en el estado estadounidense de California.

## Geografía
Belmont Heights se encuentra ubicada en las coordenadas 33°46′8″N 118°8′33″O / 33.76889, -118.14250.